# Justitium
El justitium (derivado del término latino Juris statio) es un concepto del derecho romano, equivalente a la declaración del estado de emergencia.

## Características
Algunos estudiosos también se refieren a él como un estado de excepción, derivado de un estado de necesidad. Implicaba la suspensión de los asuntos civiles, que normalmente incluían los tribunales, la tesorería y el Senado, y era ordenada por los altos magistrados romanos. Normalmente se declaraba tras la muerte de un soberano, durante el agitado periodo del interregno, pero también en caso de invasiones. Sin embargo, en este último caso, no era tanto el peligro físico de la invasión lo que justificaba la instauración de un estado de excepción, como las consecuencias que la noticia de la invasión tenía en Roma; por ejemplo, se proclamó el justitium ante la noticia de los ataques de Aníbal. La primera ocasión de la que se tiene constancia de que se invocó el justitium fue por el mismo motivo, cuando en el año 465 a. C. el pánico se apoderó de la ciudad debido a la creencia errónea de una inminente invasión por parte de los ecuos.
Según Giorgio Agamben, el justitium pasó a significar progresivamente, después de la República romana, el duelo público del soberano: una especie de privatización o desviación del peligro que amenazaba a la polis, ya que el soberano reclamaba para sí la auctoritas, o autoridad, necesaria para el imperio de la ley. En su conceptualización, se trata de un período en el que la ley se suspende indefinidamente sin ser abrogada con el fin de generar un «espacio anómico en el que lo que está en juego es una fuerza de ley sin ley».
Paul Veyne ofrece una interpretación diferente del justitium: «Si un determinado año se producía algún acontecimiento (declaración de guerra, muerte de un miembro de la familia imperial, funerales públicos de un notable municipal), los poderes públicos decretaban un justitium, es decir, fijaban un día dentro de ese año en que toda la actividad estatal y judicial quedaría excepcionalmente suspendida: el Senado no se reuniría, los tribunales pararían, y hasta las tiendas de la ciudad permanecerían cerradas. Un costumbre análoga existía en el mundo griego: es la ekecheiria, que marca la solemnidad de un día festivo».